# Saison 9 de The Big Bang Theory
Chronologie
Saison 8 Saison 10
La neuvième saison de The Big Bang Theory, série télévisée américaine, est constituée de vingt-quatre épisodes diffusés entre le 21 septembre 2015 et le 12 mai 2016 sur CBS.

## Synopsis
Leonard Hofstadter et Sheldon Cooper vivent en colocation à Pasadena, une ville de l'agglomération de Los Angeles. Ce sont tous deux des physiciens surdoués, « geeks » de surcroît. C'est d'ailleurs autour de cela qu'est axée la majeure partie comique de la série. Ils partagent quasiment tout leur temps libre avec leurs deux amis Howard Wolowitz et Rajesh Koothrappali pour, par exemple, jouer à Halo, organiser un marathon de films Superman, jouer au Boggle klingon ou discuter de théories scientifiques très complexes. Leur univers routinier est alors perturbé lorsqu'une jolie jeune femme, Penny, s'installe dans l'appartement d’en face. Leonard qui a immédiatement des vues sur elle va tout faire pour la séduire. Elle va alors s'intégrer au groupe et découvrir leur univers dont elle ne connaît rien…

## Distribution

### Acteurs principaux
- Johnny Galecki (VF : Fabrice Josso) : Leonard Hofstadter
- Jim Parsons (VF : Fabrice Fara) : Sheldon Cooper
- Kaley Cuoco (créditée « Kaley Cuoco-Sweeting » jusqu'à l'épisode 2) (VF : Laura Préjean) : Penny
- Simon Helberg (VF : Yoann Sover) : Howard Wolowitz
- Kunal Nayyar (VF : Jérôme Berthoud) : Rajesh « Raj » Koothrappali
- Mayim Bialik (VF : Vanina Pradier) : Amy Farrah Fowler
- Melissa Rauch (VF : Sophie Froissard) : Bernadette Maryann Rostenkowski
- Kevin Sussman (VF : Gérard Malabat) : Stuart Bloom
- Laura Spencer (VF : Delphine Braillon) : Dr Emily Sweeney

### Acteurs récurrents
- John Ross Bowie (VF : Christophe Lemoine) : Barry Kripke (4 épisodes - récurrent depuis la saison 2)
- Alessandra Torresani : Claire (4 épisodes)
- Christine Baranski (VF : Josiane Pinson) : Beverly Hofstadter, la mère de Leonard[2] (3 épisodes - récurrente depuis la saison 2)
- Wil Wheaton (VF : Tanguy Goasdoué) : Wil Wheaton[note 1] (3 épisodes - récurrent depuis la saison 3)

### Invités
- Melissa Tang : Mandy Chow (épisode 2)
- Keith Carradine : Wyatt (épisode 3)
- Michael Rapaport : Kenny Fitzgerald (épisode 6)
- Adam Nimoy : lui-même[3] (épisode 7)
- Stephen Merchant[4] : Dave Gibbs (épisodes 7, 8 et 10)
- Analeigh Tipton[4] : Vanessa (épisode 8)
- Elon Musk : lui-même (épisode 9)
- Bob Newhart : Arthur Jeffries, le « professeur Proton »[5] (épisode 11)
- Jane Kaczmarek : Dr Gallo (épisode 12)
- June Squibb : meemaw[6] (épisode 14)
- Adam West : lui-même[2] (épisode 17)
- Sara Gilbert (VF : Patricia Marmoras) : Leslie Winkle[2] (épisode 17)
- Stephen Hawking (physicien) : lui-même (épisode 17)
- Judd Hirsch : Alfred, le père de Leonard[7] (épisode 24)

## Production

### Développement
Le 12 mars 2014, la série a été renouvelée pour une huitième, neuvième et dixième saison.

### Attribution des rôles
En août 2015, Melissa Tang a obtenu un rôle d'invitée lors de la saison.
En octobre 2015, Laura Spencer (Emily Sweeney) a été promue au statut d'actrice principale lors de cette saison.

### Diffusions
Aux États-Unis, la série a été diffusée à partir du lundi 21 septembre 2015 puis est retournée dans sa case habituelle du jeudi à partir du 5 novembre 2015 sur CBS.
Au Canada en septembre et octobre dans sa case du lundi, les épisodes sont diffusés « 30 minutes en avance » afin de prioriser une diffusion en simultané de la série Gotham sur le réseau CTV. Lors de son retour dans la case habituelle du jeudi en novembre, elle est diffusée en simultané.

## Liste des épisodes

### Épisode 1:Mariage et Conséquences
- États-Unis /  Canada : 21 septembre 2015 sur CBS / CTV
- France : 28 juin 2016 sur Canal+[12],[13],[14]

- États-Unis : 18,2 millions de téléspectateurs[15] (première diffusion)
- Canada : 2,79 millions de téléspectateurs[16] (première diffusion + différé 7 jours)

- Jim Meskimen (le pasteur)
- Louise Claps (le réceptionniste)

### Épisode 2:L'Oscillation de la séparation
- États-Unis /  Canada : 28 septembre 2015 sur CBS / CTV
- France : 28 juin 2016 sur Canal+[12],[13],[14]

- États-Unis : 15,23 millions de téléspectateurs[17] (première diffusion)
- Canada : 2,43 millions de téléspectateurs[18] (première diffusion + différé 7 jours)

- Melissa Tang (Mandy)

- Quatrième apparition de l'émission de Sheldon Fun with Flags consacrée à la vexillologie (première apparition : saison 5, épisode 14 ; deuxième apparition : saison 6, épisode 17 ; troisième apparition : saison 8, épisode 10).

### Épisode 3:Corrosion, Crevaison, Oxydation
- États-Unis /  Canada : 5 octobre 2015 sur CBS / CTV
- France : 29 juin 2016 sur Canal+[12],[13],[14]

- États-Unis : 15,4 millions de téléspectateurs[19] (première diffusion)
- Canada : 2,62 millions de téléspectateurs[20] (première diffusion + différé 7 jours)

- Keith Carradine (Wyatt)

### Épisode 4:Retour à la case départ
- États-Unis /  Canada : 12 octobre 2015 sur CBS / CTV
- France : 30 juin 2016 sur Canal+[14]

- États-Unis : 14,96 millions de téléspectateurs[21] (première diffusion)
- Canada : 2,43 millions de téléspectateurs[22] (première diffusion + différé 7 jours)

- Craig Welzbacher (Candidate #1)
- Kurt Koehler (Candidate #2)
- Arshad Aslam (Candidate #3)

### Épisode 5:L'Exercice de la transpiration
- États-Unis /  Canada : 19 octobre 2015 sur CBS / CTV Two
- France : 1er juillet 2016 sur Canal+[14]

- États-Unis : 14,68 millions de téléspectateurs[23] (première diffusion)

- John Ross Bowie (Kripke)
- Megan Heyn (Natalie)
- Patrika Darbo (Grace)
- Rebecca Ann Johnson (Attractive Red Head)

### Épisode 6:Carence en hélium liquide
- États-Unis /  Canada : 26 octobre 2015 sur CBS / CTV
- France : 4 juillet 2016 sur Canal+[14]

- États-Unis : 15,87 millions de téléspectateurs[24] (première diffusion)
- Canada : 2,67 millions de téléspectateurs[25] (première diffusion + différé 7 jours)

- John Ross Bowie (Barry Kripke)
- Michael Rapaport (Kenny)
- Elena Campbell-Martinez (Maria)

### Épisode 7:Le «Spockumentaire»
- États-Unis /  Canada : 5 novembre 2015 sur CBS / CTV
- France : 5 juillet 2016 sur Canal+[14]

- États-Unis : 14,81 millions de téléspectateurs[26] (première diffusion)
- Canada : 4,12 millions de téléspectateurs[27] (première diffusion + différé 7 jours)

- Casey Sander (M. Rostenkowski)
- Adam Nimoy (lui-même)
- Stephen Merchant (Dave)

### Épisode 8:L'Observation du rendez-vous mystère
- États-Unis /  Canada : 12 novembre 2015 sur CBS / CTV
- France : 6 juillet 2016 sur Canal+[14]

- États-Unis : 14,92 millions de téléspectateurs[28] (première diffusion)
- Canada : 3,93 millions de téléspectateurs[29] (première diffusion + différé 7 jours)

- Stephen Merchant (Dave)
- Analeigh Tipton (Vanessa)

### Épisode 9:Permutation platonique
- États-Unis /  Canada : 19 novembre 2015 sur CBS / CTV
- France : 7 juillet 2016 sur Canal+[30]

- États-Unis : 15,19 millions de téléspectateurs[31] (première diffusion)
- Canada : 4,04 millions de téléspectateurs[32] (première diffusion + différé 7 jours)

- Laura Spencer (Emily)
- Elon Musk (lui-même)
- Wayne Wilderson (Travis)

### Épisode 10:Sheldon connaît la chanson
- États-Unis /  Canada : 10 décembre 2015 sur CBS / CTV
- France : 8 juillet 2016 sur Canal+[33]

- États-Unis : 15,27 millions de téléspectateurs[34] (première diffusion)
- Canada : 4,03 millions de téléspectateurs[35] (première diffusion + différé 7 jours)

- Stephen Merchant (Dave Gibbs)
- Yoshi Barrigas (Trent)

### Épisode 11:L'Effervescence de l'avant-première
- États-Unis /  Canada : 17 décembre 2015 sur CBS / CTV
- France : 11 juillet 2016 sur Canal+[36]

- États-Unis : 17,23 millions de téléspectateurs[37] (première diffusion)
- Canada : 5,09 millions de téléspectateurs[38] (première diffusion + différé 7 jours)

- Bob Newhart (le professeur Proton)

- Pour l'occasion, l'introduction de l'épisode est un détournement de l'introduction classique de la plupart des films et séries Star Wars (esthétique, aguiche, logotype et panneau textuel déroulant accompagnés du thème principal).
- C'est la seconde apparition posthume explicite dans la série du personnage du professeur Proton (toujours habillé en Jedi et apparaissant à Sheldon tel l'esprit d'Obi-Wan Kenobi immortalisé par la Force pour guider Luke).

### Épisode 12:Séance chez le psy!
- États-Unis /  Canada : 7 janvier 2016 sur CBS[39] / CTV
- France : 12 juillet 2016 sur Canal+[40]

- États-Unis : 15,85 millions de téléspectateurs[41] (première diffusion)
- Canada : 4,56 millions de téléspectateurs[42] (première diffusion + différé 7 jours)

- Jane Kaczmarek (Dr Gallo)

### Épisode 13:Optimisation de l'empathie
- États-Unis /  Canada : 14 janvier 2016 sur CBS / CTV
- France : 13 juillet 2016 sur Canal+[43]

- États-Unis : 15,75 millions de téléspectateurs[44] (première diffusion)
- Canada : 4,47 millions de téléspectateurs[45] (première diffusion + différé 7 jours)

### Épisode 14:Meemaw s'en va en guerre!
- États-Unis /  Canada : 4 février 2016 sur CBS / CTV
- France : 14 juillet 2016 sur Canal+[46]

- États-Unis : 15,29 millions de téléspectateurs[47] (première diffusion)
- Canada : 4,43 millions de téléspectateurs[48] (première diffusion + différé 7 jours)

- June Squibb (Meemaw)
- Alessandra Torresani (Claire)

- C'est la première apparition du fameux personnage de « Meemaw », grand-mère évoquée de nombreuses fois dans la série (et toujours avec affection) par Sheldon : celui-ci l'aime tellement qu'elle est la seule personne connue de toute la série à avoir le droit explicite d'occuper sa place réservée sur le canapé (même en sa présence). Elle est également la seule à avoir une influence naturelle sur lui et ses attitudes obsessionnelles (là où sa mère Mary use plutôt de stratagèmes et de son autorité maternelle).

### Épisode 15:La Submersion de Valentino
- États-Unis /  Canada : 11 février 2016 sur CBS / CTV
- France : 15 juillet 2016 sur Canal+[49]

- États-Unis : 16,25 millions de téléspectateurs[50] (première diffusion)
- Canada : 4,27 millions de téléspectateurs[51] (première diffusion + différé 7 jours)

### Épisode 16:Réaction positive et négative
- États-Unis /  Canada : 18 février 2016 sur CBS / CTV
- France : 18 juillet 2016 sur Canal+[52]

- États-Unis : 15,24 millions de téléspectateurs[53] (première diffusion)
- Canada : 4,19 millions de téléspectateurs[54] (première diffusion + différé 7 jours)

### Épisode 17:L'Anniversaire de Sheldon
- États-Unis /  Canada : 25 février 2016 sur CBS / CTV
- France : 19 juillet 2016 sur Canal+[55]

- États-Unis : 15,94 millions de téléspectateurs[56] (première diffusion)
- Canada : 4,27 millions de téléspectateurs[57] (première diffusion + différé 7 jours)

- Christine Baranski (Beverly)
- John Ross Bowie (Kripke)
- Sara Gilbert (Leslie Winkle)
- Adam West (lui-même)
- Wil Wheaton (lui même)
- Stephen Hawking (lui même)

- Épisode spécial, puisqu'il s'agit du 200e épisode de la série.

### Épisode 18:Détournement de brevet
- États-Unis /  Canada : 10 mars 2016 sur CBS / CTV
- France : 20 juillet 2016 sur Canal+[58]

- États-Unis : 14,68 millions de téléspectateurs[59] (première diffusion)
- Canada : 3,97 millions de téléspectateurs[60] (première diffusion + différé 7 jours)

- Laura Spencer (Emily)
- Alessandra Torresani (Claire)
- Jim Holmes (Tim)

### Épisode 19:Un fil à souder à la patte
- États-Unis /  Canada : 31 mars 2016 sur CBS / CTV
- France : 21 juillet 2016 sur Canal+[61]

- États-Unis : 14,24 millions de téléspectateurs[62] (première diffusion)
- Canada : 4,25 millions de téléspectateurs[63] (première diffusion + différé 7 jours)

- H. Michael Croner (Andre)

### Épisode 20:La Précipitation de la Grande Ourse
- États-Unis /  Canada : 7 avril 2016 sur CBS / CTV
- France : 22 juillet 2016 sur Canal+[64]

- États-Unis : 13,5 millions de téléspectateurs[65] (première diffusion)
- Canada : 3,9 millions de téléspectateurs[66] (première diffusion + différé 7 jours)

### Épisode 21:Soirée à combustion
- États-Unis /  Canada : 21 avril 2016 sur CBS / CTV
- France : 25 juillet 2016 sur Canal+[67]

- États-Unis : 14,16 millions de téléspectateurs[68] (première diffusion)
- Canada : 3,7 millions de téléspectateurs[69] (première diffusion + différé 7 jours)

### Épisode 22:Bernadette va déguster
- États-Unis /  Canada : 28 avril 2016 sur CBS / CTV
- France : 26 juillet 2016 sur Canal+[70]

- États-Unis : 14,13 millions de téléspectateurs[71] (première diffusion)
- Canada : 3,93 millions de téléspectateurs[72] (première diffusion + différé 7 jours)

- Brian Thomas Smith (Zach)
- Alessandra Torresani (Claire)

### Épisode 23:La Théorie des files d'attente
- États-Unis /  Canada : 5 mai 2016 sur CBS / CTV
- France : 27 juillet 2016 sur Canal+[73]

- États-Unis : 13,22 millions de téléspectateurs[74] (première diffusion)
- Canada : 3,371 millions de téléspectateurs[75] (première diffusion + différé 7 jours)

- Kevin Sussman (Stuart)
- Christine Baranski (Beverly Hofstader)
- Blake Anderson (Trevor)
- Amanda Payton (Ainsley)

### Épisode 24:Convergence, Confluence, Méfiance
- États-Unis /  Canada : 12 mai 2016 sur CBS[76] / CTV
- France : 28 juillet 2016 sur Canal+[77]

- États-Unis : 14,73 millions de téléspectateurs[78] (première diffusion)
- Canada : 3,98 millions de téléspectateurs[79] (première diffusion + différé 7 jours)

- Christine Baranski (Beverly Hofstadter)
- Laurie Metcalf (Mary Cooper)
- Judd Hirsch (Alfred Hofstadter)
- Marcus Folmar (l'officier de police)